# Моррен, Томми
То́мас Мо́ррен (англ. Thomas Morren), более известный как То́мми Мо́ррен (англ. Tommy Morren; 27 марта 1871 — 29 января 1929) — английский футболист, хавбек. Наиболее известен по выступлениям за клуб «Шеффилд Юнайтед», также провёл один матч за национальную сборную Англии.

## Футбольная карьера
Родился в Сандерленде в семье литейщика родом из Ирландии. Выступал за футбольные клубы «Мидлсбро Виктория», «Мидлсбро Айронополис» и «Мидлсбро». В сезоне 1894/95 в составе «Мидлсбро» выиграл Любительский кубок Англии.
В ноябре 1895 года перешёл в клуб «Шеффилд Юнайтед». В его составе в сезоне 1897/98 стал чемпионом Англии, а в следующем сезоне выиграл Кубок Англии, обыграв в финальном матче «Дерби Каунти». Выступал за «клинков» до 1902, сыграв 160 матчей и забив 5 голов в рамках Футбольной лиги.
5 марта 1898 года провёл свой единственный матч за национальную сборную Англии, выйдя на позиции центрального хавбека в игре Домашнего чемпионата против сборной Ирландии, в которой сборная Англии победила со счётом 3:2. Моррен забил третий гол англичан.

## Достижения
«Мидлсбро»
- Обладатель Любительского кубка Англии[англ.]: 1894/95

«Шеффилд Юнайтед»
- Чемпион Англии: 1897/98
- Обладатель Кубка Англии: 1898/99
- Финалист Кубка Англии: 1900/01
- Обладатель Благотворительного кубка шерифа Лондона[англ.]: 1898 (разделённая победа с клубом «Коринтиан»)

## Вне футбола
У Моррена было трое детей. После завершения футбольной карьеры занимался торговлей газетами и табачными изделиями в Шеффилде.
В 1918 году служил в рядах Королевских ВВС.